# مسجد حسینیه
مسجد حسینیه مربوط به سدهٔ ۹ - دوره تیموریان است و در ابرکوه، محله نبادان، جنب بقعه سیدون علی نقیا واقع شده و این اثر در تاریخ ۱۱ مرداد ۱۳۸۴ با شمارهٔ ثبت ۱۲۶۶۶ به‌عنوان یکی از آثار ملی ایران به ثبت رسیده است.